# Азовский сельский совет (Бердянский район)
Азовский сельский совет (укр. Азовська сільська рада) — входил в состав Бердянского района Запорожской области
Украины.
Административный центр сельского совета находился в с. Азовское .

## Населённые пункты совета
- с. Азовское